# جام صلح

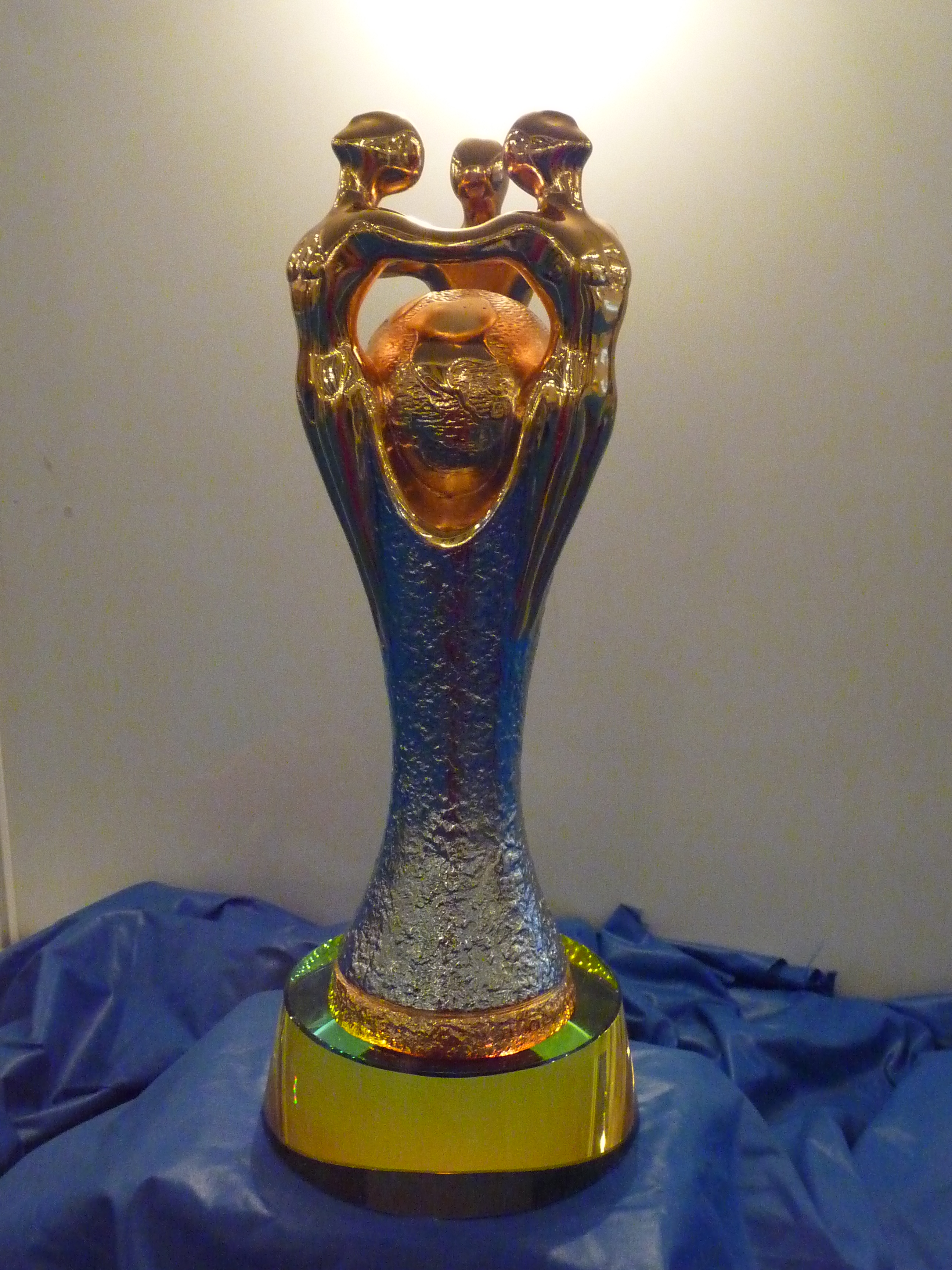
جام صلح

جام صلح یک تورنمنت فوتبال دوستانه پیش فصل برای تیم های باشگاهی بود که هر دو سال یک بار توسط بنیاد فوتبال صلح سان‌مون برگزار می شد.

## نتایج
| سال  | میزبان    | قهرمان          | نتیجه              | نایب قهرمان           | تیم‌ها |
| ---- | --------- | --------------- | ------------------ | --------------------- | ----- |
| ۲۰۰۳ | کره جنوبی | پی‌اس‌وی آیندهوون | ۱–۰                | لیون                  | ۸     |
| ۲۰۰۵ | کره جنوبی | تاتنهام هاتسپر  | ۳–۱                | لیون                  | ۸     |
| ۲۰۰۷ | کره جنوبی | لیون            | ۱–۰                | بولتون واندررز        | ۸     |
| ۲۰۰۹ | اسپانیا   | استون ویلا      | ۰–۰ (و.ا.) (۴–۳ پ) | یوونتوس               | ۱۲    |
| ۲۰۱۲ | کره جنوبی | هامبورگ         | ۱–۰                | سئونگنام ایلهوا چونما | ۴     |

## قهرمانان و نایب قهرمانان
| تیم                   | قهرمانی  | نایب قهرمانی   |
| --------------------- | -------- | -------------- |
| لیون                  | ۱ (۲۰۰۷) | ۲ (۲۰۰۳، ۲۰۰۵) |
| پی‌اس‌وی آیندهوون       | ۱ (۲۰۰۳) | ۰              |
| تاتنهام هاتسپر        | ۱ (۲۰۰۵) | ۰              |
| استون ویلا            | ۱ (۲۰۰۹) | ۰              |
| هامبورگ               | ۱ (۲۰۱۲) | ۰              |
| بولتون واندررز        | ۰        | ۱ (۲۰۰۷)       |
| یوونتوس               | ۰        | ۱ (۲۰۰۹)       |
| سئونگنام ایلهوا چونما | ۰        | ۱ (۲۰۱۲)       |